# Языковой пуризм
Языково́й пури́зм (лат. purus «чистый») — стремление к сохранению литературного языка в неприкосновенном виде, провозглашение его чистоты как особой ценности, борьба против неологизмов и иноязычных заимствований, ограждение от естественного проникновения новообразований, ненормированных лексических и грамматических элементов (например, просторечных, диалектных, профессиональных). Непримиримое отношение ко всякого рода заимствованиям и изменениям в языке, часто субъективно понимаемым как порча языка.
Противоположностью пуризма является антинормализаторство — отрицание необходимости сознательного вмешательства в процесс изменения языка.
Пуризм свойственен времени становления национальных литературных языков. Он может возникать как реакция на исторические потрясения (революции, войны и т. п.) и сопутствующие им всеобщие изменения в стилистической системе языка (например, при наплыве в лексику новых слов, означающих ранее чуждые явления, вывод из речи диалектизмов и просторечия). Пуризм, направленный против иноязычных заимствований, становится особенно заметен в эпоху романтического национализма.
В крайнем своём проявлении пуризм понимает самобытность национального языка как его полное освобождение даже от устоявшихся заимствованных элементов, стремится к замене слов иностранного происхождения, уже вошедших в язык, на слова родного языка, в том числе специально новообразованные.
Особенности проявления языкового пуризма зависят от политических и культурных течений в обществе и могут различаться у сторонников разных идеологий. Так, для русской литературы XVIII века было важно отсеивать разговорные и диалектные обороты, избегать «подлых» слов и выражений, а во второй половине XIX века представители «прогрессивного» лагеря смеялись над архаизмами, в то время как их идеологические противники возмущались неологизмами.
В пуризме можно увидеть как положительные, как например заботу о сохранении и развитии самобытной национальной культуры, обращение к существующим богатствам и возможностям родного языка, так и отрицательные стороны — в частности, формалистическое отношение к языку, непонимание хода его развития (при крайнем пуризме, непонимание того, что заимствования являются частью истории языка), антиисторичность, выражающаяся в ретроспективности оценки «правильности» (когда признаются уже закрепившиеся в языке изменения, но отрицаются изменения, которые ещё не закрепились настолько прочно).

## Пуризм в разных языках

### В русском языке
После реформ Петра I в русском языке появилось много новых слов — в первую очередь нидерландского и немецкого происхождения. С приходом с конца XVII — началом XIX века моды на всё французское появилось и множество галлицизмов.
При составлении «Словаря Академии Российской» Екатерина II через княгиню Е. Р. Дашкову указывала академикам: «В сочиняемом академией словаре избегать всевозможным образом слов чужеземных, а наипаче речений, заменяя оные слова или древними или вновь составленными». Деятельность академии в этом направлении была малодейственна; постановлено было говорить вместо «аудитория» — слушалище, вместо «адъюнкт» — приобщник, вместо «актёр» — лицедей, вместо «акростих» — краестишие, и тому подобное. Все эти изобретённые слова не вытеснили из употребления иностранных.
В середине XIX века развернулась борьба сторонников «нового» (карамзинистов) и «старого» слога (шишковистов) в русском литературном языке, связанная, в частности, с оценкой архаизмов, славянизмов, неологизмов, иностранных и калькированных слов. Н. М. Карамзин и его сторонники настаивали на сближении книжного и разговорного языка, подчёркивали необходимость заимствований и упрощения синтаксиса. А. С. Шишков и литературное общество «Беседа любителей русского слова» отвергали многие новшества, опираясь на славяно-русскую архаику, отстаивали принцип неизменяемости литературного языка. Пуристические идеи сказывались во взглядах В. И. Даля, который боролся с заимствованиями, называемыми им «чужесловами». Засорение русского языка галлицизмами высмеял Д. И. Фонвизин в комедии «Бригадир», А. С. Грибоедов в «Горе от ума» назвал такую речь смешением «французского с нижегородским».
Одновременно с началом в СССР в послевоенное время кампании по борьбе с «низкопоклонством перед Западом» началось всеобщее переименование спортивных терминов и целых видов спорта. Терминология в большинстве видов спорта первоначально была целиком заимствованной, но власти «в связи с растущей популярностью» видов спорта требовали заменять «не всем понятные» названия ударов, движений, положений и т. д. Так, само слово «бокс» переименовывать не решились, поскольку это название к тому времени уже долгое время было официальным названием олимпийского вида спорта, а СССР как раз приняли в МОК. Удары получили названия по структуре движения: «хук» стал называться «боковым ударом», «апперкот» — «ударом снизу», «стрейт» — «прямым», а слова «свинг» (размашистый дуговой удар) и «оверхенд» (встречный через руку) вообще перестали употреблять. Инфайтинг и аутфайтинг теперь, соответственно, называются «ближним боем» и «боем на дальней дистанции». Тем не менее многие термины остались по-прежнему английскими: «боксёр, ринг, рефери» (хотя стали чаще употреблять словосочетание «судья на ринге»), «кросс» (перекрёстный встречный удар), «спарринг» (тренировочный бой), «сайд-степ» (удар с приставным шагом в сторону), «нокаут», «нокдаун», «клинч», «брэк» и другие.
То же самое, в ещё большей степени, затронуло спортивную борьбу, до недавнего времени называвшуюся в России и в СССР «французской борьбой», в отличие от профессиональной борьбы, именовавшейся «вольно-американской борьбой». В связи с происходящей политической кампанией спортивную борьбу подразделяют на классическую и борьбу вольного стиля (последнюю, в свою очередь, в марте 1947 года подразделили на вольную борьбу и борьбу самбо, а в 1948 году официально переименовали приказом Всесоюзного комитета по делам физической культуры и спорта). Весь применявшийся до того лексикон борцовских терминов французского происхождения был спешно заменен на русские эквиваленты, «суплес» стал называться «броском прогибом», «суплес-аван» — «передним поясом», суплес-арье — «обратным поясом», бра-руле́ — «мельницей» и т. д., хотя борцы и тренеры как употребляли в устной речи для краткости слово «суплес», так и продолжали его употреблять, несмотря на запреты. Многие термины оказались просто выброшены из спортивного лексикона, то есть на изображениях в учебниках они продолжили указываться и им продолжали обучать наглядным образом («делай вот так», «повторяй за мной»), но свои самостоятельные названия эти приёмы утратили.
Футбол также избежал переименования, но многие термины, связанные с ним, тоже сильно удлинились: форварды, хавбеки и беки стали «нападающими», «полузащитниками» и «защитниками», корнер и пенальти — «угловым» и «одиннадцатиметровым», а офсайд — и вовсе «положением вне игры». Гандбол в 1948 году стал именоваться «ручным мячом».

### В немецком языке
Подробнее по этой теме см. Пуризм в немецком языке
В Германии ещё с конца XVIII века появляется целый ряд полемических произведений и обществ, имеющих целью очищение родного языка от иностранных — особенно французских — заимствований (нем. Verwälschung).
Усилия немецких пуристов — в связи с поддержкой правительства — возымели некоторый успех; официальной терминологии понемногу удавалось вытеснять из языка иностранные названия (например, Schaffner вместо Conducteur, Wettbewerb вместо прежнего Conkurrenz и тому подобное); устраивались конкурсы с премиями за удачные слова для замены иностранных; получали свои особые названия предметы обихода, повсюду известные под международными названиями: Fernsprecher «телефон», Fahrrad «велосипед» и другие. Многие из этих лингвистических нововведений были неудобны в обращении или искажали смысл понятий, которые они обозначали. Своего рода верхом этой тенденции стало устранение самого термина «пуризм» — вместо слова Sprachpurismus стали внедрять Sprachreinigung, что, однако, не прижилось.
В годы правления нацистов это вылилось в создание целого «истинно арийского новояза». Националистический пуризм осуществлялся под лозунгом «Тот, кто хочет вести за собой немцев, должен говорить с ними по-немецки» (нем. «Wer Deutsch führen will, muß Deutsch zu ihnen reden») и ставил своей целью искоренение слов латино-греческого, французского и новоеврейского происхождения. После этого периода в немецкой научной терминологии и школьном образовании закрепились немецкие слова (нем. Geschlecht «род», нем. Erdkunde «география», нем. Zeit «время»).
После Второй мировой войны пуристы ставят своей целью предотвращение чрезмерного и неправильного употребления английских заимствований. Их лозунгом можно считать высказывание Э. М. Арндта: «Тот, кто не охраняет и не любит свой язык, не может почитать и любить свой народ» (нем. Wer seine Sprache nicht achtet und liebt, kann auch sein Volk nicht achten und lieben). Пуристами проводятся ежегодные конференции, лекции и семинары по проблемам немецкого языка, а также конкурсы на наиболее неудачное использование английских заимствований в СМИ, языковые общества издают журналы, газеты и словари английских заимствований в современном немецком языке с возможными исконными заменами.

### В английском языке
В Великобритании распространено убеждение, согласно которому исконные английские слова должны иметь преимущество перед заимствованными (пришедшими, главным образом, из романских языков, а также греческого и латыни). Под «исконными» могут пониматься как слова древнеанглийского языка, так и в целом слова германского происхождения. В мягкой форме этот замысел обычно сводится к использованию уже существующих слов, являющихся синонимами заимствованных (например, begin вместо commence «начало»). Более жёсткий взгляд на этот вопрос предполагает возрождение устаревших слов (например, ettle вместо intend «намереваться») и создание новых слов с германскими корнями (например, wordstock «словарь», хотя уже существует слово wordbook с тем же значением). Иногда язык, возникающий как итог такого замещения, называют «англский» (англ. Anglish; термин введён Полом Дженнингсом в 1966 году) или «саксонизированный английский» (англ. Saxonised English). Идею «мягкого» пуризма часто поддерживают сторонники «ясного английского» (англ. Plain English), избегающие слов греко-латинского происхождения; она оказывает определённое влияние на современный английский язык.
Дэвид Кристал рассмотрел идею пуризма в английском языке в «Кембриджской энциклопедии английского языка» (1995). Эта идея возникла впервые в XVI—XVII веках в ходе споров вокруг «заумных слов» (inkhorn terms). В XIX в. некоторые писатели, в том числе Чарльз Диккенс, Томас Харди и особенно Уильям Барнс, пытались ввести такие понятия, как birdlore («орнитология») и speechcraft («грамматика»). В XX в. одним из наиболее видных защитников пуризма был Джордж Оруэлл, предпочитавший простые англосаксонские слова сложным греческим и латинским.

### В исландском языке
Подробнее по этой теме см. Пуризм в исландском языке
Лингвистический пуризм в исландском языке препятствует появлению новых заимствований в языке, создавая новые слова из древнеисландских и древнескандинавских корней. В Исландии лингвистический пуризм пытается реанимировать язык золотого века исландской литературы, что приводит к архаизации языка. Эта работа началась в начале XIX века, на заре Исландского национального движения, с целью замены старых заимствований, особенно из датского языка, и продолжается по сей день, ориентируясь на английские слова. Она широко распространена в Исландии и является доминирующей языковой идеологией. Она полностью поддерживается исландским правительством через Институт исландских исследований Арни Магнуссона, Совет по исландскому языку, Фонд исландского языка и День исландского языка.

### Во французском языке
Во Франции имеется довольно сильное движение пуристов, поддерживаемое правительствами Франции и канадской провинции Квебек. Так, во Франции действует Комиссия по обогащению французского языка, которая создаёт новые слова и предлагает их для замены англицизмов.
Многие распространённые в мире термины английского происхождения во французском языке заменены аналогами, например: ordinateur — «компьютер».

### В румынском языке
С конца XVIII века среди румынских историков утвердилось мнение, что румыны являются потомками римских колонистов задунайской провинции Дакии. В XIX веке французский язык, являясь языком международного общения и дипломатии, приобретает популярность и в Румынии. Значительная часть румынской интеллигенции перебирается в Париж. Начинается период активной языковой коррекции румынского языка, из которого вытесняются славянские лексемы и вводятся новые французские, латинские и итальянские корни. Начинается период пуризма и латинизации (см. галлизация). Фактическими создателями современного латинизированного румынского языка стали участники движения Арделянской школы, созданной иезуитами и униатами. Искусственной латинизации румынского языка противодействовал Василе Александри — один из членов-основателей Румынской академии (с 1867 года).
В лексику румынского в XIX—XX веке было введено значительное количество научных латинизмов, исходя из убеждения, что жители Трансильвании, Валахии и Молдавии являются потомками древнеримских поселенцев. Даже после этого лексический состав румынского языка является смешанным, и латинский элемент в нём не достигает и 50 % общего запаса слов.

### В греческом языке
В Греции XIX и XX веков была в ходу консервативная разновидность греческого языка — кафаревуса (от греч. καθαρεύουσα — «чистая»), сближающая разговорный язык (димотик) с древнегреческим.